# Anopina
Anopina is een geslacht van vlinders van de familie bladrollers (Tortricidae), uit de onderfamilie Tortricinae.

## Soorten
- A. ainslieana Obraztsov, 1962
- A. arizonana (Walsingham, 1884)
- A. confusa Obraztsov, 1962
- A. desmatana (Walsingham, 1914)
- A. ednana (Kearfott, 1907)
- A. eleonora Obraztsov, 1962
- A. guerrerana Obraztsov, 1962
- A. incana (Walsingham, 1914)
- A. orinoma (Walsingham, 1914)
- A. parasema (Walsingham, 1914)
- A. praecipua (Meyrick, 1916)
- A. praecisana (Walsingham, 1914)
- A. scintillans (Walsingham, 1914)
- A. silvertonana Obraztsov, 1962
- A. triangulana (Kearfott, 1908)
- A. undata (Walsingham, 1914)